# ابن خالویه
ابوعبدالله حسین بن احمد بن حمدان همدانی، معروف به ابن خالویه (۸۹۰–۹۸۰/۹۸۱)، دانشمند سده دهم در زمینه‌های دستور زبان عربی و تفسیر قرآن بود. او در همدان زاده شد و در دربار سیف‌الدوله، حاکم حمدانی سوریه، در حلب فعالیت داشت.
ابن خالویه در زمان زندگی خود دانشمندی مشهور بود و حلقه‌ای از شاگردان را در گردهمایی‌های ادبی منظم گرد هم می‌آورد. او در دوره فعالیت پرشور زبان‌شناختی برای گردآوری یک متن معتبر از قرآن فعال بود. نظرات دستوری او التقاطی بود، بین مخالفت اصلی بین مکاتب دستوری بصره و کوفه.

## پیشینه
ابن خالویه در سال ۳۱۴ قمری پس از رسیدن به سن رشد برای تکمیل تحصیل وارد بغداد شد و بعدها از آنجا به شام رفت و سپس به حلب رفت و در آنجا نشیمن گزید. او به سال ۳۷۰ درگذشت و در همان شهر به خاک سپرده شد.

## آثار ابن‌خالویه
- إعراب ثلاثین سورة من القرآن: اعراب سی پاره از قرآن
- الالفات: واژگان
- الحجة فی القراءات السبع: حجت در خوانش‌های هفتگانه
- لیس فی کلام العرب: آنچه نیست در گفتار عرب
- رسالة فی أسماء الریح: نوشتاری در نام‌های باد
- شرح دیوان ابوفراس حمدانی: شرح دیوان ابوفراس حمدانی
- شرح مقصورة ابن درید: شرح مقصوره ابن درید
- مختصر فی شواذ القرآن: چکیده‌ای از شواذ قرآن
- کتاب الاشتقاق: کتاب ریشه‌شناسی
- کتاب الجمل در نحو: کتاب جمل در نحو
- کتاب اطرغش در لغت: کتاب اطرغش در زبان
- کتاب المبتدی: کتاب نوآموزان
- المقصور والممدود: مقصور و ممدود
- المذکر و المؤنث: مذکر و مؤنث
- کتاب لیس: کتاب لیس (ابن ندیم)